# Nue (mitologia)

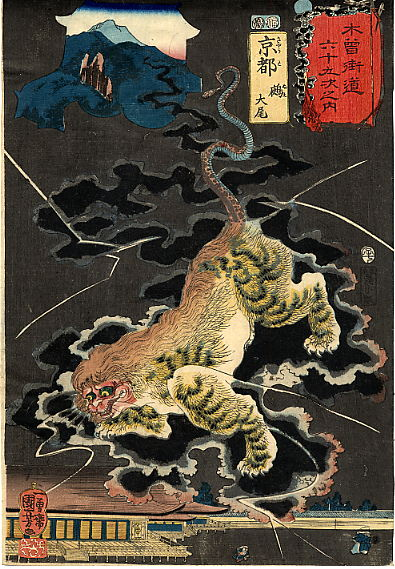
Stampa che ritrae il Nue

Il Nue (鵺?) è una creatura mitologica giapponese. Ha la testa di una scimmia, il corpo di un cane procione, le zampe di una tigre, la coda di un serpente ed emette il verso di un tordo dorato. Secondo la leggenda, il Nue è in grado di trasformarsi in una nuvola nera e viene spesso descritto come un essere malvagio, portatore di disgrazie e malattie. Il termine Nue apparve per la prima volta in antiche opere letterarie giapponesi come il Kojiki e il Wamyō ruijushō.
Secondo il romanzo Heike monogatari, l'imperatore Konoe si ammalò dopo aver avuto incubi per diverse notti e una nube scura apparve sul tetto del palazzo imperiale a Kyoto, durante l'estate del 1153. Il samurai Minamoto no Yorimasa scagliò una freccia in direzione della nuvola e da lì cadde un Nue morto, che venne poi gettato nel mar del Giappone da Yorimasa. La carcassa giunse ad una riva e la popolazione locale, temendo una catastrofe, la seppellì su una collina. Nel 1435, Motokiyo Zeami scrisse un brano per il teatro Nō chiamato Nue, che descrive la storia dell'imperatore Konoe narrata nell'Heike monogatari.